# Nosîkivka, Șarhorod
Nosîkivka (în ucraineană Носиківка) este localitatea de reședință a comunei Nosîkivka din raionul Șarhorod, regiunea Vinnița, Ucraina.

## Demografie
Componența lingvistică a localității Nosîkivka
     Ucraineană (98,48%)
     Rusă (1,3%)
     Alte limbi (0,11%)
Conform recensământului din 2001, majoritatea populației localității Nosîkivka era vorbitoare de ucraineană (98,48%), existând în minoritate și vorbitori de rusă (1,3%).